# سنا لیثن
سنا لِـیـثِن (انگلیسی: Sanaa Lathan؛ زادهٔ ۱۹ سپتامبر ۱۹۷۱) هنرپیشه اهل ایالات متحده آمریکا است. وی از سال ۱۹۹۶ میلادی تاکنون مشغول فعالیت بوده است.
از فیلم‌هایی که وی در آن نقش داشته است، می‌توان به شیوع، خارج از زمان، عشق و بسکتبال، آدم‌کش آمریکایی، یک چیز جدید و تیغه اشاره کرد.